# 东北甜茅
东北甜茅（学名：Glyceria triflora），为禾本科甜茅属下的一个植物种。